# Serge-Christophe Kolm
Serge-Christophe Kolm, né en 1932, est un universitaire français, directeur d'Études à l'École des hautes études en sciences sociales.

## Biographie
Il est diplômé de l'École polytechnique et de l'École nationale des ponts et chaussées.
Il enseigne dans différentes universités françaises et étasuniennes. 
Il a notamment forgé l'expression « économie publique » et introduit le premier, en 1966, la notion de « justice sociale » dans le champ de la théorie économique. Une partie de ses travaux porte sur l'analyse des fondements philosophiques des modèles économiques.
Kolm s'est aussi intéressé aux philosophies orientales et spécialement au bouddhisme. Il a rencontré, lors de séjours en Asie des maîtres spirituels avec lesquels il a approfondi ses connaissances. Dans Le bonheur-liberté : Bouddhisme profond et modernité paru en 1982 aux PUF, il expose une vision personnelle du bouddhisme qu'il appelle « le bouddhisme profond » en expliquant des aspects peu connus en Occident de cette philosophie.

## Travaux
Kolm affiche dès 1966 la volonté d’intégrer la question de la justice sociale dans les modèles de recherche de l’optimum social. Identifiant un manque de l’analyse économique de cette période, il affirme en effet que « l’analyse de la justice sociale » est « une branche de l’Economie Politique et même plus précisément de l’Economie Publique ». 
Kolm défend dans son livre La Bonne Économie (1984) la possibilité d'un système économique basé sur la "réciprocité générale", où tous les individus contribuent volontairement à la collectivité via des dons, par opposition aux l'échanges (en particulier marchands) et aux transferts imposés par une entité sociale extérieure. 
Après avoir réaffirmé que si les économistes « savent dire beaucoup de choses sur l’efficacité (Optimum de Pareto), ils sont presque muets à propos de la justice », il constate que « le critère d’efficacité est insuffisant » pour penser cette justice. Si le titre de cet ouvrage est Justice et équité et non pas « Justice et efficacité », c’est justement parce que l’on ne peut pas penser la justice sans équité et parce que l’équité va introduire des modifications majeures dans les résultats de l’analyse économique de la justice.
Son dernier ouvrage majeur en économie normative est son livre Macrojustice (2005), qui propose un modèle de redistribution macroéconomique des revenus. Il défend l'idée d'une « égalisation des revenus issus d'un travail égal » (Equal Labor Income Equalization, dont les initiales donnent son nom au « modèle ELIE »). L'idée principale du modèle ELIE est de ne pas taxer les individus sur leur revenu total mais sur leurs capacités productives. Cela rend l'assiette d'imposition "inélastique", c'est-à-dire indépendante des éventuelles modifications de comportement des individus - ce qui permet de régler un certain nombre de problèmes bien connus en économie et liés à la désincitation au travail engendrée par la mise en place d'un impôt. Cela l'a notamment amené à défendre la défiscalisation des heures supplémentaires.

## Publications
- Kolm, S.-C. (2010), « On Real Economic Freedom », in Social Choice and Welfare, Vol. 35, n°3, p. 351-375 [11].
- Kolm, S.-C. (2008), Reciprocity. An economics of social relations, New York, Cambridge University Press.
- Kolm, S.-C. (2007), « Macrojustice : distribution, impôts et transferts optimaux », Revue d'économie politique, vol. 117, n°1, janv-fév. 2007, p. 61-89.
- Kolm, S.-C., Mercier Ythier J. (2006), Handbook of the economics of giving, altruism and reciprocity. Volume 1, Fondations ; Volume 2, Applications, Amsterdam, Elsevier.
- Kolm, S.-C. (2005), Macrojustice, The Political Economy of Fairness, Cambridge, Cambridge University Press (lire en ligne).
- Kolm, S.-C. (1996), Intermediate measures of inequality. Technical report, CGPC.
- Kolm, S.-C. (1985), Le contrat social libéral. Philosophie et pratique du libéralisme, Paris, PUF.
- Kolm, S.-C. (1986), Philosophie de l’économie, Paris, Le Seuil.
- Kolm, S.-C. (1984), La Bonne Économie. La réciprocité générale, Paris, Presses universitaires de France (fichier PDF).
- Kolm, S.-C. (1982), Le Bonheur Liberté, Bouddhisme profond et Modernité, PUF,  (ISBN 978-2-13-046468-6)
- Kolm, S.-C. (1976), « Unequal inequalities I ». Journal of Economic Theory 12, 416—442.
- Kolm, S.-C. (1976), « Unequal inequalities II ». Journal of Economic Theory 13, 82—111.
- Kolm, S.-C. (1971), Justice et équité, Paris, CEPREMAP; réédition, Paris, CNRS, (1972), traduit en anglais en 2002 : Kolm, S.-C., Justice and Equity, MIT Press (lire en ligne).
- Kolm, S.-C. (1966), « La production optimale de justice sociale », conférence prononcée au Colloque Economie publique organisé à Biarritz du 2 au 9 septembre publié en français in J. Margolis and H. Guitton (1968) (Eds.), Economie publique, CNRS, Paris, p. 109-77, et en anglais (sous le titre « The optimal production of social justice ») in J. Margolis and H. Guitton (1968) (Eds.), Public Economics, Mac Millan, London, p. 145-200. Version anglaise rééditée in Landmark Papers in General Equilibrium Theory, Social Choice and Welfare, The Foundations of 20th Century Economics, selected by K.J. Arrow and G. Debreu, (2001), Cheltenham, Edward Elgar, p. 606-653.